# Abdul Aziz af Saudi-Arabien
Abdul Aziz bin Abdul Rahman Al Saud (arabisk: عبد العزيز بن عبد الرحمن آل سعود; tr. ʿAbd al ʿAzīz bin ʿAbd ar Raḥman Āl Suʿūd), i Vesten ofte kaldt Ibn Saud (arabisk: ابن سعود; tr. Ibn Suʿūd), (født 15. januar 1876, død 9. november 1953) var Saudi-Arabiens grundlægger og første konge fra 1932 til 1953.
I 1926 blev Abdulaziz proklameret konge af Hijaz og i 1928 konge af Najd. Han forenede begge stater og blev udnævnt til monark af den forenede stat, Saudi Arabien, den 22. september 1932.
Han havde 45 sønner, deriblandt de senere konger af Saudi-Arabien Saud, Faisal, Khalid, Fahd, Abdullah og Salman.

## Liv og gerning
Ibn Saud tilhørte huset Saud, som havde været en af de ledende klaner i det indre af den Arabiske halvø siden midten af 1700-talet. Hans forfader Muhammed ibn Saud (død 1765) regnes som klanens første overhoved.
Ibn Sauds slægt var i 1891 blevet fordrevet fra sit tidligere område i Riyadh af dynastiet Raschid, som styrede emiratet Jabal Shammar i bjerglandet nordvest for Riyadh, og levede i eksil i Kuwait. Byen Riyadh generobredes i 1902 af Ibn Saud, og 1908 havde han stort set generobret sine forfædres områder. Han forsøgte at stimulere udviklingen i sit område og begyndte i 1912 at anlægge landbrugskolonier for beduinerne. Samtidigt udvidede han sit centralarabiske magtområde østover til at også omfatte en stor del af kysten ved Den Persiske Bugt.
Han valgte under 1. verdenskrig at stille sig på englændernes side, men besejredes i 1915 af emiren af Jabal Shammar som fik støtte fra osmannerne, og efter dette deltog han ikke yderligere i kamphandlingerne. Efter verdenskrigen udvidede Ibn Saud sit magtområde betydeligt. Han indtog den raschidiske emirs hovedstad Ha'il i 1921 og indlemmede emiratet Jabal Shammar i sit eget rige samt antog titlen sultan af Najd.
Allerede tidligere havde han befundet sig i krig med kong Husayn bin Ali af Hijaz. I 1924 udbrød en ny krig mellem dem, hvilken endte med Husseins fald. Efter den endelige erobring af Hiaz i 1925 blev han udset til konge af Hijaz det følgende år, og i 1927 antog han tillige titlen konge af Najd. Ibn Saud herskede nu over det meste af Den Arabiske Halvø, og i 1932 lod han sig udnævne til konge af den nydannede stat Saudi-Arabien, som var en sammenlægning af hans to indtil da særskilte kongeriger Hijaz og Najd (som begge dermed ophørte med at eksistere som kongeriger). Ibn Sauds militære kernetropper ved erobringen af Den Arabiske Halvø udgjordes af det religiøse wahhabitiske broderskab (ikhwan).
Under 2. verdenskrig nægtede han i 1941 at støtte den tyskinspirerede folkerejsning i Irak. Han afbrød de diplomatiske forbindelser med Italien i februar 1942 og erklærede i foråret 1945 Tyskland og Japan krig.
Ibn Saud tog aktiv del i den panarabiske folkebevægelse og virkede for den arabiske verdens frigørelse og for dens politiske samordning. Han protesterede i november 1943 mod den franske aktion i Irak og anerkendte i november 1944 Syriens selvstændighed. Sammen med Egypten, Irak, Syrien og Libanon oprettedes i marts 1945 et "arabisk forbund".

## Familie
Sønner af Ibn Saud, som har regeret Saudi-Arabien:
- Kong Saud 1953-1964
- Kong Faisal 1964-1975
- Kong Khalid 1975-1982
- Kong Fahd 1982-2005
- Kong Abdullah 2005-2015
- Kong Salman 2015–